# Isles of Greece
Isles of Greece, opus 48.2 is een compositie van John Foulds.
Isles of Greece, vormt samen met April-England en Sea moods Impressions of time and space. April-England (opus 48.1) werd veelvuldig uitgevoerd (ook eenmaal op de Proms) en opgenomen, Isles of Greece (48.2) is vrijwel onbekend, Sea moods werd nooit voltooid, terwijl hij daar twee jaar eerder aan begonnen was.
Isles of Greece is geïnspireerd op Foulds’ verblijf op Sicilië Hij verbleef daar in het stadje Taormina om zijn vrouw Maud MacCarthy (later Omananda Puri genaamd) te ondersteunen om het plaatselijke Griekse theater weer geschikt te maken voor voorstellingen. 
De muziek valt onder de categorie Lichte muziek.
Orkestratie:
- 2 dwarsfluiten, 1 hobo, 1 klarinet, 1 fagot
- 1 trompet, 2 harpen,
- violen, altviolen, celli, contrabassen